# Технический университет Среднего Гессена
Технический университет Среднего Гессена (нем. Technische Hochschule Mittelhessen, или THM) — университет прикладных наук с кампусами в городах Гиссен, Фридберг и Вецлар.

## История
14 января 1838 года Национальной торговой ассоциацией Дармштадта была основана Гиссенская «школа технического рисования» («Schule für technisches Zeichnen»). Через четыре недели до этого в Дармштадте, в декабре 1837 года, был основан Технический университет Дармштадта - TU Darmstadt. Таким образом, THM всего на месяц моложе TU Darmstadt и, таким образом, является вторым старейшим высшим техническим учебным заведением в немецкой земле Гессен.
В 1986/87 году открылась программа по информатике. Специализация «математика, естествознание и обработка данных» были разделена на предметные области «математика, естествознание и информатика» (Гиссен) и «математика, естествознание и обработка данных» (Фридберг).

## Кампусы Технического университета Среднего Гессена

### Фридберг
- Informationstechnik - Elektrotechnik - Mechatronik (информационные технологии, электроника, мехатроника)
- Maschinenbau, Mechatronik, Materialtechnologie (инженерия, мехатроника, технология материалов)
- Mathematik, Naturwissenschaften und Datenverarbeitung (математика, естественные науки и обработка данных)
- Sozial- und Kulturwissenschaften (социальные и культурные науки)
- Wirtschaftsingenieurwesen (бизнес-инжиниринг)

### Гиссен
- Bauwesen (архитектура и гражданское строительство)
- Elektro- und Informationstechnik (электроника и информационные технологии)
- Инженерия наук о жизни
- Maschinenbau und Energietechnik (машиностроение и энергетика)
- Mathematik, Naturwissenschaften und Informatik (математика, естественные науки и информационные технологии)
- Sozial- und Kulturwissenschaften (социальные и культурные науки)
- Wirtschaft — Бизнес-школа THM (деловое администрирование)

### Вецлар
- Wirtschaftsingenieurwesen (бизнес-инжиниринг)
- Betriebswirtschaft (деловое администрирование)
- Ingenieurwesen / Mikrosystemtechnik (инженерия / технологии микросистем)
- Prozessmanagement (управление процессами)
  - второстепенный Steuerung von Geschaeftsprozessen (контроль бизнес-процессов)
  - второстепенный Managementsysteme (системы управления)